# Malthodes flavoguttatus
Malthodes flavoguttatus är en skalbaggsart som beskrevs av Ernst Hellmuth von Kiesenwetter 1852. Malthodes flavoguttatus ingår i släktet Malthodes, och familjen flugbaggar. Arten är reproducerande i Sverige.